# Johann Arnold Zeitfuchs

Stolbergische Kirchen- und Stadt-Historie von 1717

Johann Arnold Zeitfuchs (* 26. Februar 1671 in Rosperwenda; † 21. Mai 1742 in Stolberg) war ein deutscher Chronist, Theologe und geistlicher Schriftsteller.

## Lebenslauf
Johann Arnold Zeitfuchs stammte aus einer alten Pastorenfamilie und wurde bis 1684 von seinem Vater Georg Arnold Zeitfuchs unterrichtet, der Pastor in Rosperwenda war. Danach besuchte er drei Jahre lang die Schule in Frankenhausen. Als der Vater im März 1686 starb, war ein weiterer Schulbesuch kaum noch zu bezahlen. Nachdem er ein Jahr lang das Gymnasium in Nordhausen besuchte, wechselte er nach Quedlinburg, finanziell unterstützt durch einen Verwandten, Hofrat Johann Wilhelm Harprecht. Im Sommer 1693 begab sich Zeitfuchs nach Jena, wo er unter den Professoren Bechmann, Hebenstreit, Danz, Sagittarius und Schmidt studierte.
In seiner ersten vorübergehenden geistlichen Tätigkeit übernahm er ab 1701 für den Magister Albrecht Böttcher in Stolberg 15 Monate lang die Frühpredigt am Hof, in der Stadt und am Hospital. Einmütig von der Gemeinde gewählt wurde er dann am 3. Ostertag 1702 als Pastor zu Hainrode im Amt Questenberg eingeführt.
Am 29. Januar 1703 heiratete Zeitfuchs die Tochter des P. Nagler zu Alkersleben bei Arnstadt, Anna Clara.
Am 3. Sonntag nach Trinitatis 1707 als Diakonus zu Sankt Martini in Stolberg eingeführt, gehörte er bis an sein Lebensende dieser Gemeinde und der Stadt Stolberg an. Im Jahr 1717 übertrug ihm der Graf die Aufsicht über das neue Waisenhaus, zwei Jahre danach folgte seine Ernennung zum Consistorialassessor und Inspector der Stadtschule. Weiterhin machten ihn die Grafen Christoph Friedrich und Just Christian zum geistlichen Inspector und Consistorialassessor der Ämter Heringen und Kelbra.

## Werke
- Der andächtige Bet- und Himmelsschlüssel, Gebetbuch, Stolberg 1709
- Cippus Memoriae Beatis Manibus Neussianis, Lessu Ex Moerore Lasso Positus, mit J.G. Grüning und Heinrich Georg Neuss, Wernigerode 1716
- Stolbergische Kirchen- und Stadt-Historie, Frankfurt u. a. 1717 (Reprint Ulm-Münster 1995, ISBN 3-934780-11-3)
- Theologia exegetica Oder Einleitung zum rechten Verstande und Gebrauch der H. Schrift, sonst biblischer Wegweiser genannt …, mit Johann Franz Buddeus, Frankfurt und Leipzig 1722
- Promtvarium Theologico-Practicvm, das ist Theologisches Real-Lexicon und moralische Anweisung, wie man nachdem Fürbilde der heilsamen Worte in mancherley Fällen und allen Ständen Glauben und gut Gewissen bewahren und Allerhand Anstössen und Irrungen entgehen soll: Aus der H. Schrifft und den Grundsätzen wahrer Gottesgelahrtheit gesamlet und zum gemeinen Nutz sonderlich für Studirende als ein nöthiges Hand-Buch ordentlich verfasset, Frankfurt und Leipzig 1732
- Spruchbuch nach Ordnung des Heils, Frankfurt 1735

## Sonstige Werke
Zeitfuchs trug bedeutend zu der von der Gräfin Sophie Eleonore zu Stolberg angelegten großen Leichenpredigtensammlung bei. Ihm fiel der Löwenanteil der Mühen zu, denn er hatte den „behufs der Vermehrung erforderlichen Briefwechsel zu führen und den Katalog zu fertigen und zum Druck zu befördern“. Vermutlich war sein Tod der Grund, dass der Druck der zweiten Auflage unvollendet blieb.
Ein anderes Unternehmen, an dem er sich mit Hingebung beteiligte und das er noch kurz vor seinem Ende zum Abschluss gelangen sah, war das Stolbergische Gesangbuch.